# Johnny Jones
John Jones, detto Johnny (Washington, 12 marzo 1943), è un ex cestista statunitense, professionista nella NBA e nella ABA.

## Carriera
Venne selezionato dai Baltimore Bullets al quinto giro del Draft NBA 1966 (46ª scelta assoluta).

## Palmarès
- Campionato NBA: 1

Boston Celtics: 1968
- 2 volte campione EBA (1971, 1975)